# Lo spirito dell'alveare
Lo spirito dell'alveare (El espíritu de la colmena) è un film del 1973 diretto da Víctor Erice.

## Trama
Negli anni quaranta, in uno sperduto paesino della Spagna, a guerra civile finita, due sorelle guardano un film proiettato in paese: Frankenstein (James Whale, 1931). Ana, la sorella più piccola, rimane molto impressionata dalla proiezione, fino a credere che il mostro esista davvero.

## Distribuzione
È stato presentato nella Settimana internazionale della critica al Festival di Cannes 1974.

## Riconoscimenti
- 1973 – Festival internazionale del cinema di San Sebastián
  - Concha de Oro